# Compagnia Sarda di Navigazione Marittima
La Compagnia Sarda di Navigazione Marittima, operante dall'inizio degli anni '90 con i marchi Lloyd Sardegna e Linea dei Golfi, era una compagnia di navigazione fondata nel 1964 dai fratelli Carlo Andrea e Riccardo Marsano, la prima a mettere in servizio delle navi ro-ro esclusivamente dedicate al trasporto merci in Italia. La compagnia fu attiva nei trasporti da e per la Sardegna fino al 2006, quando fu acquistata dal gruppo Moby.

## Storia

La Golfo dei Fiori nel 1994.

La Compagnia Sarda di Navigazione Marittima fu costituita nel 1964 dai fratelli Carlo Andrea e Riccardo Marsano, con sede operativa a Genova e sede legale a Cagliari. Nello stesso anno acquistò il mezzo da sbarco britannico Snowden Smith, che fu riadattato a ro-ro merci e rinominato Elbano Primo. La nave fu messa in servizio il 6 giugno tra Piombino e Portoferraio, ma il servizio, dedicato alle sole merci, non ebbe successo e fu quindi sospeso dopo pochi giorni. A partire dal 17 giugno l'Elbano Primo fu quindi impiegato per effettuare collegamenti da e per la Sardegna: dopo due viaggi per Olbia con partenza da Piombino, effettuati con buon successo, la nave fu inviata a Genova per lavori, durante i quali fu dotata di cuccette, tavola calda e altri servizi per renderla maggiormente idonea alla linea per la Sardegna. La nave tornò in servizio a settembre, aprendo un collegamento bisettimanale tra Genova e Olbia visto lo stato non ideale delle infrastrutture del porto di Piombino. Il 18 aprile 1966 l'Elbano Primo investì uno scoglio in ingresso al porto di Olbia, inclinandosi su un fianco; non ci furono feriti tra passeggeri ed equipaggio, che dovettero però abbandonare la nave. L'Elbano Primo fu recuperato e riprese servizio; il 3 luglio 1967 fu nuovamente spostato sulla linea Piombino - Olbia, viste le migliorie apportate al porto toscano. La minore distanza consentì di aumentare la frequenza del collegamento a trisettimanale.
Nel gennaio 1971 l'Elbano Primo fu fermato e sostituito con la Golfo Aranci, una ex-bananiera di costruzione francese già di proprietà dei Marsano dal 1970 e convertita in ro-ro merci. La maggiore velocità della nuova unità consentì di aumentare la frequenza dei viaggi da trisettimanale a quadrisettimanale. A ottobre dello stesso anno fu messa in linea una seconda bananiera convertita, la Golfo degli Angeli, grazie alla quale le partenze per la Sardegna divennero giornaliere. Negli anni successivi la flotta si espanse: nel 1975 la compagnia acquistò la Golfo Paradiso, costruita sette anni prima in Germania, mentre nel 1978 e 1979 prese in consegna i primi due traghetti di nuova costruzione, Golfo dei Poeti e Golfo degli Ulivi; l'ingresso in servizio di queste unità portò al disarmo dei primi due Golfi, in seguito demoliti. Negli anni '80 entrarono in servizio altri quattro traghetti ro-ro (Golfo del Sole, già Espresso Veneto per la Traghetti del Mediterraneo, Golfo dei Fiori, Isola delle Stelle e Isola delle Perle) e furono aperte una linea Livorno - Olbia (con 5 partenze alla settimana) e un collegamento settimanale Livorno - Cagliari. Le unità messe in servizio negli anni '80 furono caratterizzate rispetto alle precedenti da un aumento nelle sistemazioni riservate ai passeggeri, prima limitati ai soli autisti dei mezzi pesanti, e dalla possibilità di trasportare a bordo camper e roulotte. 
Negli anni '90 la compagnia introdusse i marchi Lloyd Sardegna e Linea dei Golfi (quest'ultimo dedicato al trasporto di passeggeri), continuando a operare con sei unità sulle linee Piombino - Olbia, Livorno - Olbia e Livorno - Cagliari. A fine anni '90 la compagnia decise di concentrarsi maggiormente sul trasporto passeggeri e ordinò una coppia di traghetti al cantiere navale di Stettino, con capacità per 300 e 600 passeggeri e 2 060 metri lineari di carico. Tuttavia, le difficoltà economiche del cantiere provocarono pesanti ritardi nella costruzione e la compagnia cancellò l'ordine. La compagnia ordinò quindi al cantiere navale Visentini di Porto Viro due unità di caratteristiche simili, battezzate Golfo Aranci e Golfo degli Angeli, che furono consegnate rispettivamente a febbraio e ottobre 2004. L'ingresso in servizio dei nuovi traghetti portò alla vendita di tre navi (Golfo dei Poeti, Golfo degli Ulivi e Golfo dei Fiori), le prime due cedute a interessi turchi e la terza a una compagnia italiana. 
Nel settembre 2006 fu annunciata la cessione della compagnia da Marsano a Vincenzo Onorato, armatore del gruppo Moby. Nel corso del 2007 le unità della compagnia assunsero la livrea Moby Cargo, portando alla scomparsa del logo Lloyd Sardegna.

## Flotta
| Nome                    | Numero IMO | Costruzione | Cantiere                                                     | Stazza lorda (tsl) | Capacità di carico            | Velocità (nodi) | Anni di servizio | Note                                                                                   |
| ----------------------- | ---------- | ----------- | ------------------------------------------------------------ | ------------------ | ----------------------------- | --------------- | ---------------- | -------------------------------------------------------------------------------------- |
| Elbano Primo            |            | 1945        |                                                              | 2 960              | 10 autotreni, 78 automobili   | 11              | 1964 - 1971      | Demolita a La Spezia nel 1972                                                          |
| Golfo Aranci            | 5117999    | 1949        | Alexander Stephen & Sons Ltd., Govan                         | 2 490              |                               | 18              | 1971 - 1981      | Demolita                                                                               |
| Golfo degli Angeli      | 5118228    | 1949        | Alexander Stephen & Sons Ltd., Govan                         | 2 496              |                               | 18              | 1971 - 1984      | venduta per demolizione nel dicembre 1984                                              |
| Golfo Paradiso          | 6817675    | 1968        | J.J. Sietas GmbH & Co. K.G. Schiffswerft, Amburgo            | 2 191              | 492 metri lineari di carico   | 16              | 1975 - 1989      | Demolita nel 2013                                                                      |
| Golfo dei Poeti         | 7707785    | 1978        | Cantiere C.N.A.S.A., Marina di Carrara                       | 3 370              | 120 semirimorchi              | 17              | 1978 - 2004      | Dal 2022 Gulistan U                                                                    |
| Golfo degli Ulivi       | 7811329    | 1979        | Cantiere C.N.A.S.A., Marina di Carrara                       | 3 464              | 120 semirimorchi              | 17              | 1979 - 2004      | Dal 2022 Firuze G                                                                      |
| Golfo del Sole          | 7350985    | 1978        | Cantiere navale Orlando, Livorno                             | 10 659             | 135 semirimorchi              | 19              | 1983 - 2006      | Demolita ad Aliaga nel 2012                                                            |
| Golfo dei Fiori         | 7619537    | 1980        | Estaleiros Navais de Viana do Castelo S.A., Viana do Castelo | 2 933              |                               | 17              | 1985 - 2004      | Dal 2022 Barbados                                                                      |
| Isola delle Perle       | 7382378    | 1975        | Ankerløkken Verft Florø A/S, Florø                           | 12 804             | 128 semirimorchi              | 18              | 1987 - 2006      | Dal 2022 Med Star per la Med Line                                                      |
| Isola delle Stelle      | 7382366    | 1975        | Ankerløkken Verft Florø A/S, Florø                           | 12 618             | 130 semirimorchi              | 18              | 1987 - 2006      | Dal 2022 Lerzan K                                                                      |
| Golfo dei Coralli       | 9212151    | 2001        | Cantiere navale di Stettino, Stettino                        | 17 150             | 2 060 metri lineari di carico | 22              | -                | Ordine cancellato prima della consegna. Entrambe le unità furono acquistate dalla DFDS |
| Golfo dei Delfini       | 9212163    | 2001        | Cantiere navale di Stettino, Stettino                        | 17 150             | 2 060 metri lineari di carico | 22              | -                | Ordine cancellato prima della consegna. Entrambe le unità furono acquistate dalla DFDS |
| Golfo Aranci (II)       | 9287584    | 2004        | Cantiere navale Visentini, Porto Viro                        | 26 302             | 2 230 metri lineari di carico | 24              | 2004 - 2006      | Dal 2007 Florencia per la Grimaldi Lines                                               |
| Golfo degli Angeli (II) | 9304631    | 2004        | Cantiere navale Visentini, Porto Viro                        | 26 302             | 2 230 metri lineari di carico | 24              | 2004 - 2006      | Dal 2019 Venezia per la Grimaldi Lines                                                 |